# Julius Bartsch
Carl Theodor Julius Bartsch (* 19. Juli 1829 in Berlin; † 5. Juni 1905 in Dresden) war ein deutscher Schauspieler.

## Leben und Wirken
Er war der Sohn des Schauspielers Leopold Bartsch aus Berlin und trat beruflich in die Fußstapfen seines Vaters. Er hatte zwischen 1848 und 1890 Engagement in Neustrelitz, Aachen, Düsseldorf, Köln, Hamburg, Breslau, Stettin u. a. Er spielte zum Beispiel den Miller in „Kabale und Liebe“.
Bartsch lebte zuletzt als Privatier in Dresden. Er blieb unverheiratet und ohne Kinder.